# Pierre Zémor
Pour les articles homonymes, voir Zémor.
Pierre Zémor, né le 7 mars 1938  à Oran (Algérie) , est un dirigeant d'entreprises français, ensuite membre du Conseil d'État, auteurs de plusieurs ouvrages et chargé de cours dans plusieurs grandes écoles.

## Biographie
Après des études à l'École spéciale des travaux publics et à l'Institut d'études politiques de Paris, Pierre Zémor mène une carrière de consultant et administrateur et dirigeant d'entreprises. Il enseigne parallèlement à l'École des hautes études commerciales (HEC) et à l'Institut supérieur des affaires.
Il fait partie de l'équipe des conseillers de Michel Rocard, appartenant à ses cabinets ministériels (Plan et Aménagement du Territoire en 1981-1983, Agriculture en 1983-1985 et Matignon en 1988).
Il est nommé en 1988 conseiller d'État (honoraire depuis le 7 mars 2006).
Parallèlement, il fonde l'association  « Communication publique » qu'il préside de 1989 à 2009,.
Il a présidé de nombreuses autres associations ou commissions, par exemple : la Fédération européenne des associations de communication publique, la Commission nationale d'agrément des associations représentant les usagers dans les instances hospitalières ou de santé publique, la Commission nationale du débat public.
Il siège au Conseil régional d’Île-de-France de 1986 à 1992.

## Publications[5]
- Le Défi de gouverner communication comprise, Mieux associer les citoyens ?, conversation avec Patricia Martin, coédition Radio France/L'Harmattan, 2007,  (ISBN 978-2-296-02982-8).
- La Communication publique, Presses universitaires de France, 1995  (ISBN 978-2-13-046798-4), 2005   (ISBN 978-2-13-055315-1) coll. « Que sais-je ? » (no 2940)
- Pour un meilleur débat public, Presses de Sciences Po, 2003  (ISBN 978-2-7246-0916-5) (Collection : La Bibliothèque du citoyen)
- Un bon conseil, incursions chez les décideurs, Olivier Orban, 1986,  (ISBN 978-2-85565-300-6)
- La Commune mise à jour ou Comment saisir les nouvelles chances de la cité, avec Hervé Hocquard, préfaces de Françoise Gaspard et Olivier Guichard, Éditions du Moniteur, 1982,  (ISBN 978-2-281-13041-6)

## Distinctions honorifiques
- Pierre Zémor est nommé le 31 décembre 1997 officier de la Légion d'honneur ; il était chevalier depuis le 5 juillet 1989[6].